# Ceratinia iolaia
Ceratinia iolaia är en fjärilsart som beskrevs av William Chapman Hewitson 1855. Ceratinia iolaia ingår i släktet Ceratinia och familjen praktfjärilar. Inga underarter finns listade i Catalogue of Life.

## Bildgalleri

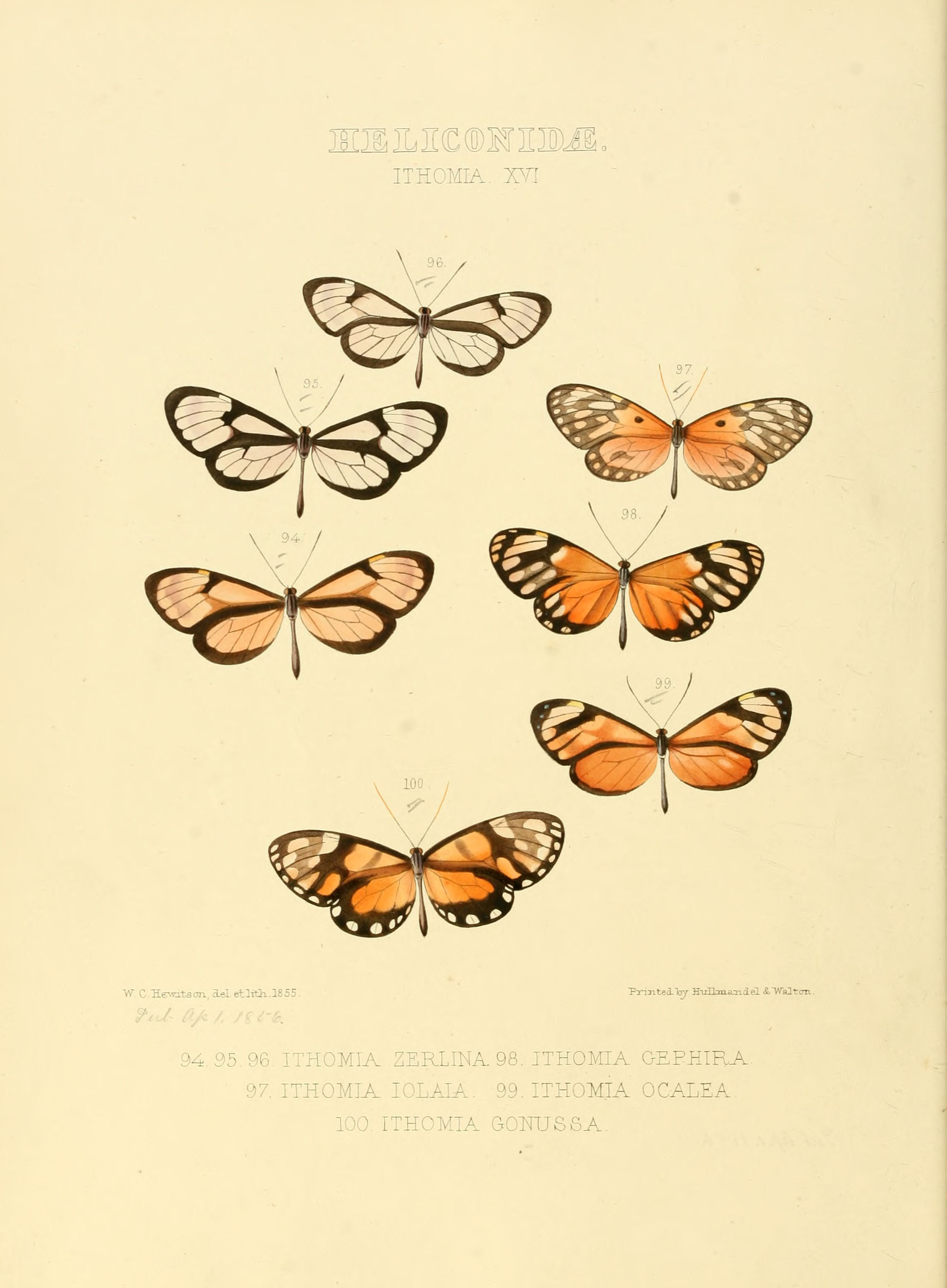